# Jocelin I van Courtenay
Jocelin I van Courtenay (geboren in 1034) was in de 11e eeuw de tweede heer van Courtenay. Hij behoorde tot het huis Courtenay

## Levensloop
Jocelin I was de zoon van heer Athon van Courtenay en diens onbekend gebleven echtgenote. Na de dood van zijn vader werd hij op een onbekende datum heer van Courtenay. 
Rond 1060 huwde hij met zijn eerste echtgenote Hildegard van Château-Landon (geboren in 1035), dochter van graaf Godfried II van Gâtinais. Ze kregen een dochter Vaindemonde, die misschien gehuwd was met graaf Reinoud II van Joigny. Na de dood van Hildegard hertrouwde hij rond 1065 met Elisabeth, dochter van heer Gwijde I van Montlhéry. Ze hadden zeker vijf kinderen:
- Hodierne, huwde mogelijk met graaf Godfried II van Joinville
- Miles (1069-1138), heer van Courtenay
- Jocelin I (1070/1075-1131), graaf van Edessa
- Godfried (overleden tussen 1137 en 1139)
- Reinoud (overleden voor 1133)

Het is niet bekend wanneer Jocelin stierf. Na zijn dood werd zijn tweede echtgenote zuster in het Sint-Jansklooster van Sens.